# Alachua (Florida)
Alachua, città della Florida, è situata nell'omonima Contea. Secondo la stima dello US Census Bureau, la popolazione della città è di 7.554.

## Geografia fisica
Secondo l'United States Census Bureau, la città ha un'area totale di 29,05 miglia quadrate (75,2 km²).

## Società

### Evoluzione demografica
Secondo il censimento del 2000, in città, c'erano 6.098 persone e 2.348 famiglie. La densità di popolazione è 211,0 per miglio quadrato (81.5/km²). Gli Abitanti, possono suddividersi in varie etnie quali:
- 67,56% bianchi
- 29,08% afroamericani
- 0,15% nativi americani
- 1,12% asiatici
- 1,13% di altre razze

Il reddito medio per una famiglia nella città è di $ 38.075. Gli uomini possiedono un reddito di circa $ 36.315 mentre le donne ne possiedono uno pari a $ 28.018.